# 大畠英樹
大畠 英樹（おおはた ひでき、1933年 -　2021年 ）は、日本の政治学者。早稲田大学名誉教授。専門は、国際政治学。
早稲田大学政治経済学部卒業。立命館大学法学部助教授、早稲田大学社会科学部教授を経て、早稲田大学名誉教授。

## 著書

### 共編著
- （松本三郎・中原喜一郎）『テキストブック国際政治』（有斐閣, 1981年／新版, 1990年）
- （原彬久）『現代国際政治のダイナミクス』（早稲田大学出版部, 1989年）
- （川田侃）『国際政治経済辞典』（東京書籍, 1993年／改訂版, 2003年）
- （文正仁）『日韓国際政治学の新地平――安全保障と国際協力』（慶應義塾大学出版会, 2005年）

### 訳書
- Y・ドロール『狂気の国家』（早稲田大学出版部, 1982年）

## 論文
- 「フランスの対外政策――ドゴール外交を中心として」『国際政治』30号（1966年）
- 「モーゲンソーのナショナル・インタレスト理論の諸問題」『国際政治』36号（1968年）
- 「ナショナル・インタレスト概念の再検討――対外政策三過程モデルについての試論」『早稲田社会科学研究』17号（1977年）
- 「国際政治学論争――『現実主義』とその批判の展開」『国際政治』61・62号（1979年）
- 「アメリカの国際理論研究にかんする一考察――最近の『モーゲンソー批判』」『立命館法學』183・184号（1985年）
- 「最近の『ナショナル・インタレスト論争』について――この概念の『精ち化』を求めて」『立命館法學』188-190号（1987年）
- 「第1回ナショナル・インタレスト論争について（1）」『早稲田社会科学研究』38号（1989年）
- 「現実主義――『モーゲンソーとの対話』を中心に」有賀貞・宇野重昭・木戸蓊・山本吉宣・渡辺昭夫編『講座国際政治（1）国際政治の理論』（東京大学出版会, 1989年）
- 「ナショナル・インタレスト研究の新傾向について――『解放』と『再生』」『早稲田社会科学研究』52号（1996年）
- 「最近の『現実主義間論争』について――現実主義再生の試み」『広島国際研究』6号（2000年）